# 小田急向ヶ丘索道線
小田急向ヶ丘索道線（おだきゅうむこうがおかさくどうせん）は、かつて神奈川県川崎市の向ヶ丘遊園内に運行された小田急電鉄（小田急）の普通索道（旅客用ロープウェイ）である。
本索道は、地方鉄道法の索道規則により定められた普通索道であり、向ヶ丘遊園駅から向ヶ丘遊園正門を結んでいた「豆電車」があくまで遊戯物扱いだったものとは異なる位置づけになっている。また、本索道の建設においては、専門の索道開発業者によらず、小田急に在籍する鉄道技術者が主体になって架設された点が特筆される。

## 路線データ
- 路線距離（営業キロ）：245m（傾斜長）
- 運転方式：三線交走式（支索1・曳索2）
- 駅数：2駅（起終点駅含む）
- 高低差：約50m
- 中間支柱：2本
- 運転速度：1.4m/秒
- 支索径：48mm
- 曳索径：16mm

## 搬器
- 搬器数：2台
- メーカー：川崎車両
- 自重：750kg
- 定員：大人13名（小児30名）

## 沿革
第二次世界大戦の終結後、向ヶ丘遊園の営業が再開された1950年前後は、戦時体制により営業を中断していた旅客索道の復活が試みられた時期であり、京阪神急行電鉄では宝塚索道が、東武鉄道では日光索道が新設されていた。
丘陵を利用して開業した向ヶ丘遊園は、当初は正門前から山上の遊戯施設までの往来手段は徒歩のみであったが、50m近くの高低差があることから、来園者が遊戯施設のある山上まで輸送する手段を用意することになり、旅客索道を新設することになった。遊園地内という立地から、索道自体も「空中電車」として遊戯物になり得ると考えられた。
これに伴い、小田急の技術陣が中心になって設計開発を行い、1951年7月28日より向ヶ丘索道線として営業を開始した。
しかし、園内施設の増強や、向ヶ丘遊園で行なわれる催事である「フラワーショー」が毎年の行事として行なわれるようになると、13人乗りの搬器2台だけでは来園者の増加に対応できなくなった。近代化に伴う模様替えも兼ねて、1967年12月14日に向ヶ丘索道線は営業廃止となった。
索道の跡には、斜面に花壇のある幅広の階段「花の大階段」が設けられ、これを見下ろすようにチェアリフト（甲種特殊索道）「フラワーリフト」が、同年の「フラワーショー」にあわせた1968年3月15日より営業を開始した。
しかし、この「フラワーリフト」も、園内の施設更新を順次行なうことで来園者に新鮮感を与えるという流れの中で、更新が行なわれることになった。折りしも、1987年に「蘭・世界大博覧会」が向ヶ丘遊園で開催されることが決定したことから、さらに輸送力の大きい手段として料金不要の屋外型エスカレーターを設置することになり、1986年5月19日付けで廃止となった。「フラワーリフト」跡地に設置されたエスカレーターは「フラワーエスカー」と呼ばれ、向ヶ丘遊園の閉園まで稼動した。

## 駅一覧
遊園正門前駅 - 見晴台駅